# Синхрофазотрон

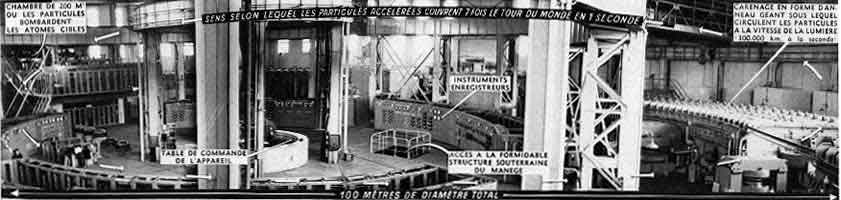
Синхрофазотрон в Дубне 10 апреля 1957 год

Синхрофазотро́н (от «синхронизация» + «фаза» + «электрон») — резонансный циклический ускоритель с неизменной в процессе ускорения длиной равновесной орбиты. Чтобы частицы в процессе ускорения оставались на той же орбите, изменяется как ведущее магнитное поле, так и частота ускоряющего электрического поля. Последнее необходимо, чтобы пучок приходил в ускоряющую секцию всегда в фазе с высокочастотным электрическим полем. В том случае, если частицы ультрарелятивистские, частота обращения при фиксированной длине орбиты не меняется с ростом энергии, и частота ВЧ-генератора также должна оставаться постоянной. Такой ускоритель уже называется синхротроном.
В физической энциклопедии приводится следующее определение: синхрофазотрон — выходящее из употребления название протонного синхротрона со слабой фокусировкой.
В настоящее время под словом «синхрофазотрон», как правило, понимается конкретный ускоритель Синхрофазотрон ОИЯИ с энергией пучков протонов 10 ГэВ, сооружённый под руководством В. И. Векслера в подмосковном Объединённом институте ядерных исследований в 1957 году.